# بيرومران (سقز)
قرية بيرومران (بالكردية: پیرەومەران) هي إحدى القرى التابعة لـمیره دیه في ريف قسم مركزي من مقاطعة سقز، في محافظة كردستان الإيرانية.

## السكان
حسب إحصاءات سنة 2006، بلغ إجمالي السكان في بيرومران 562 نسمة وعدد المساكن 84 مسكن. لغة سكان بيرومران هي اللغة الكردية و هم من أهل السنة والجماعة والمذهب الشافعي.